# Alice Magnell Millán
Alice Magnell Millán de la Oliva, född 18 juni 2005 i Norrköping, är en svensk friidrottare med specialisering på medeldistanslöpning. Hon tävlar för klubben Tjalve FIF.
Den 15 augusti vid SM i friidrott 2020 tog hon brons på 1 500 meter med tiden 4.20,11.
Hon är yngre syster till Emil Millán de la Oliva.